# 胡和平
胡 和平（こ わへい、1962年10月 - ）は、中華人民共和国の官僚、政治家。山東省臨沂市出身。現職は陝西省党委書記、省人民代表大会常務委員会主任。中国共産党第18期中央候補委員、第19期中央委員、中国共産党第18大、第19大代表。第12期全国人民代表大会代表。

## 経歴
1962年10月、山東省臨沂市で生まれる。1986年、清華大学農田水利学科を卒業。同年8月、母校である清華大学に採用され、水利水電工程系にて教師に就任した。1995年9月、東京大学にて博士（河川と流域環境）号を取得。1995年に東京大学を卒業後、同年、日本INA株式会社河川計画部に入局。中国に帰国後は、1996年12月より、母校である清華大学にて、水利水電工程系の教師となった。以後、水利水電工程系副主任、土木水利学院党委書記、清華大学党委組織部部長、清華大学教務処長、清華大学人事部部長兼人材資源開発事務室主任、清華大学副校長、清華大学党委常務副書記兼副校長、清華大学党委書記を歴任した。  
2013年11月、浙江省党委員会常務委員、組織部部長に転出。
2015年4月、党務に転じて陝西省に赴任し、陝西省党委副書記兼省委党校校長に就任した。翌月には中国延安幹部学院第一副院長を兼任。次いで2016年3月、省政府党組書記を兼任。第12期陝西省人民代表大会常務委員会は4月1日の第26回会議で、婁勤倹省長の辞任届を受理し、胡和平を副省長兼省長代行に任命することを決定した。陝西省第12期人民代表大会第5回会議で4月27日、省長代行の胡和平が省長に選出された。2017年10月29日、陝西省党委書記に昇格、2018年1月4日に省長を辞任した。